# Edmar José da Silva
Edmar José da Silva (Alto Rio Doce, 19 de abril de 1975) é um prelado brasileiro da Igreja Católica, atual bispo auxiliar da Arquidiocese de Belo Horizonte.

## Biografia
Iniciou sua preparação para o sacerdócio no Seminário Menor da Congregação Pequena Obra da Divina Providência (Orionitas) e posteriormente transferiu-se para o Seminário Maior São José, da arquidiocese de Mariana, onde cursou o propedêutico (1993), filosofia (1994 a 1996) e teologia (1997 a 2000).
Foi ordenado diácono no dia 15 de agosto de 2000, ao lado do Seminário de Mariana (que estava em reformas) e recebeu a ordenação presbiteral em 19 de maio de 2001, em sua cidade natal, ambas de Dom Luciano Pedro Mendes de Almeida, S.J., arcebispo de Mariana.
A licenciatura em filosofia foi convalidada pela Pontifícia Universidade Católica de Minas Gerais e a graduação em teologia foi feita no Seminário Maior São José, da arquidiocese de Mariana. Ele é pós-graduado em Filosofia pela Universidade Federal de Ouro Preto e em Metodologia do Ensino Superior, pelo Centro de Estudos e Pesquisas Educacionais de Minas Gerais (CEPEMG) e Centro Universitário Newton Paiva. Possui Mestrado em Filosofia pela Pontifícia Universidade Gregoriana, em Roma.
Realizou serviços de vigário, administrador paroquial e pároco em algumas das paróquias da arquidiocese, como os cargos de diretor do Seminário Menor de Mariana (2002 a 2004); diretor espiritual (2007 a 2009) e diretor-geral (2009 a 2015) do Instituto de Filosofia, do Seminário São José de Mariana (2007 a 2009); representante dos presbíteros da arquidiocese de Mariana (2016 a 2018) e coordenador arquidiocesano de Pastoral (2019 a 2022). Também foi diretor acadêmico e coordenador do Curso de Filosofia da Faculdade Dom Luciano Mendes; tradutor do processo de beatificação de Dom Antônio Ferreira Viçoso; notário atuário do processo do Servo de Deus Dom Luciano Mendes de Almeida; secretário do Conselho Presbiteral e membro do Conselho Episcopal da arquidiocese de Mariana.
Até sua nomeação como bispo, era pároco e reitor da paróquia e santuário de Nossa Senhora da Conceição, em Ouro Preto, desde 2020, diretor-geral da Faculdade Dom Luciano Mendes, desde 2022, professor de filosofia na Faculdade Arquidiocesana de Mariana (atual Faculdade Dom Luciano Mendes), desde 2006, professor de filosofia no Seminário da Diocese de Patos de Minas, desde 2007; presidente do Museu Aleijadinho, em Ouro Preto, desde 2020, membro do Conselho de Formadores (2001 a 2015 e de 2019 a 2024), membro do Colégio de Consultores, desde 2015 e contato arquidiocesano para dinamização da fase diocesana do Sínodo sobre a sinodalidade, desde 2021.
Em 6 de março de 2024, foi nomeado pelo Papa Francisco como bispo auxiliar de Belo Horizonte, recebendo a dignidade de bispo titular de Garriana. Recebeu a ordenação episcopal em 11 de maio de 2024 na sua cidade natal, sendo o celebrante principal Dom Walmor Oliveira de Azevedo, arcebispo de Belo Horizonte, coadjuvado pelo arcebispo de Mariana, Dom Airton José dos Santos, e o bispo emérito de Oliveira, Dom Francisco Barroso Filho.